# マリヌス・クラウス
マリヌス・クラウス（Marinus Kraus、1991年2月13日 - ）は、ドイツ、バイエルン州ローゼンハイム郡Oberaudorf出身のスキージャンプ選手である。ドイツ連邦警察局に所属する警察官である。

## 経歴
クラウスはノルディック複合の選手としてキャリアをスタートさせ、2009年に純ジャンプへ転向した。ワールドカップは2010/11のジャンプ週間に国内枠で出場したが予選を通過しなかった。本選出場は2013年1月26日のヴィケルスンのフライングだったが36位に終わった。翌月のチェコ・ハラホフで初めて19位にランクイン、このシーズンはワールドカップで出場した4試合すべてフライングであった。
2013/14シーズンは2013年11月29日のフィンランド・クーサモの試合で1位とわずか0.5ポイント差の2位となり、その後2014年ソチオリンピック代表に抜擢された。ソチオリンピックでは、ノーマルヒルでは補欠に回ったが、23歳の誕生日の2日後に行われたラージヒルで6位入賞、アンドレアス・ヴァンク、アンドレアス・ウェリンガー、ゼヴェリン・フロイントと組んだ団体では2番手を飛び、チーム合計1041.1ポイントで金メダルを獲得した。
2015年ノルディックスキー世界選手権ファールン大会に初出場し、個人ノーマルヒル10位であった。
その後は不調や怪我に苦しみ、コンチネンタルカップやFISカップを転戦している。

## 主な競技成績

### 冬季オリンピック
- 2014年ソチオリンピック ( ロシア)
  - 個人ラージヒル 6位
  - 団体ラージヒル 1位

### 世界選手権
- 2015年ファールン大会 ( スウェーデン)
  - 個人ノーマルヒル 10位

### ジュニア世界選手権
- 2011年オテパー大会 ( エストニア)
  - 個人 28位
  - 団体 2位

### ワールドカップ
- 通算 2位10回 (2015/16シーズンまで)

| シーズン | 順位 | ポイント       |
| -------- | ---- | -------------- |
| 2010/11  | .    | （予選不通過） |
| 2012/13  | 63.  | 12             |
| 2013/14  | 16.  | 407            |
| 2014/15  | 22.  | 327            |
| 2015/16  | 41.  | 57             |
| 2016/17  | .    | （予選不通過） |